# Волжский красногрудый голубь

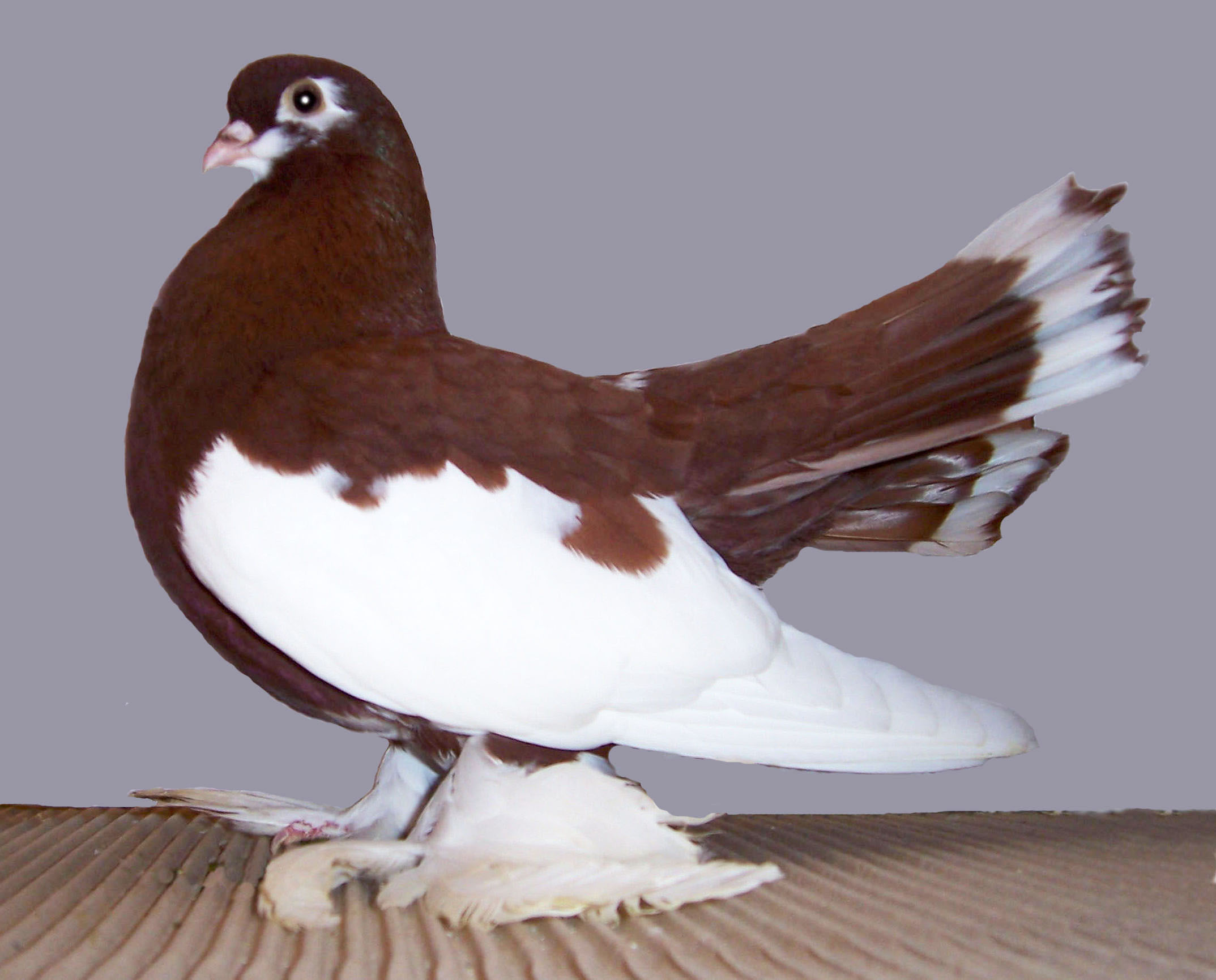
Чучело голубя

Волжский красногрудый — порода голубей выведена русскими голубеводами. Встречаются они в городах, расположенных по берегам Волги. Являются одним из четырёх вариантов волжского статного голубя .

## История
Порода сформировалась в городах средней Волги на базе казанских трясунов, ржевских и цветных качунов Северного Кавказа.

## Полёт
Отдельные экземпляры хорошо летают. Полёт круговой на большой высоте.

## Содержание
Плодовиты, хорошо высиживают и кормят детей.

## Стандарт на Волжских красногрудых

### Общий вид
Голуби средней величины, трясуны с округлым закороченным корпусом, высоко поднятым хвостом, имеют впечатляющую фигуру, близкую по форме к качунам.

### Расовые признаки
- Голова: округлая, средней величины, бесчубая, лоб слегка выпуклый
- Глаза: средней величины, светлые, веки узкие, светлые, телесного цвета
- Клюв: средней величины, укороченный, толстый у основания. телесно-розового цвета, хорошо сомкнут, восковицы слабо развиты, белого цвета, гладкие
- Шея: средней длины, полная, к голове сужающаяся и красиво выгнута с подтрясом
- Грудь:широкая, выпуклая, приподнятая
- Спина:очень короткая, широкая в плечах, слегка вогнутая, покатая к хвосту
- Крылья: состоят из широких, упругих маховых перьев, закороченные, опущенные ниже хвоста и почти касаются земли
- Хвост:14-18 перьев, широкий, плоский, средней длины и сильно приподнятый
- Ноги:короткие, покрыты короткими перьями в форме колокольчика, когти телесного цвета, пальцы красные

### Цвет и рисунок
Окраска вишнево-белая. В вишневый цвет окрашены — голова, шея, грудь, спина и хвост. В белый цвет верхняя часть горла, подклювье, щеки до линии середины глаз, крылья, брюшко и ноги. Поперек хвоста, отступя от концов перьев 5-10 мм проходит белая полоса шириной 10-20 мм. Вся окраска сочная, ровная, блестящая. Шея и грудь с фиолетовым отливом. Изредка встречаются голуби жёлтого цвета с белой лентой на хвосте и чёрного без белой ленты.

### Мелкие допустимые недостатки
- незначительное нарушение рисунка (отдельные белые перья на цветном фоне, небольшая манишка или напуски на крылья)
- узкая лента на хвосте
- 3-5 белых перьев в репице или цветных на ногах
- овальной формы хвост (не плоский)
- длинные перья на ногах
- отсутствие блеска на груди.

### Крупные недопустимые недостатки
- значительное нарушение рисунка (отсутствие ленты, белый подхвостник, белая репица, белые перья на лбу и в хвосте, цветные среди маховых, сильно опущены белая манишка или белое оперение с брюшка сильно заходит на грудь)
- отсутствие подтряса шеи
- искривлённый иди темный клюв
- глаза желтые, темного цвета или рваного
- перьевые украшения на голове
- узкий или опущенный хвост
- удлиненная фигура
- не оперенные (голые) ноги
- оперение ног полностью цветное.